# خوزه هرناندز
خوزه هرناندز (انگلیسی: José Hernández؛ ۱۰ نوامبر ۱۸۳۴ – ۲۱ اکتبر ۱۸۸۶) نویسنده، روزنامه‌نگار، شاعر، سیاستمدار و پرسنل نظامی اهل آرژانتین بود.
چه گوارا  به اشعار وی علاقه داشت و شعر مارتین فیرو از خوزه هرناندز را می‌توانست از حفظ بخواند.

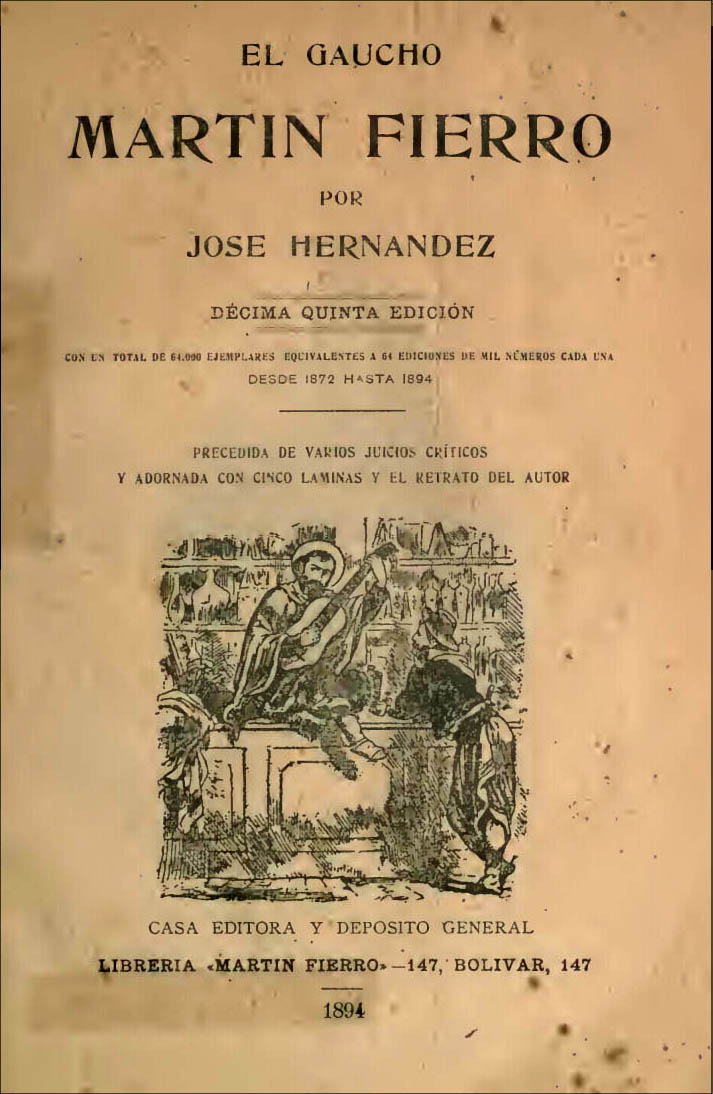
مارتین فیرو ، شاهکاری از هرناندز

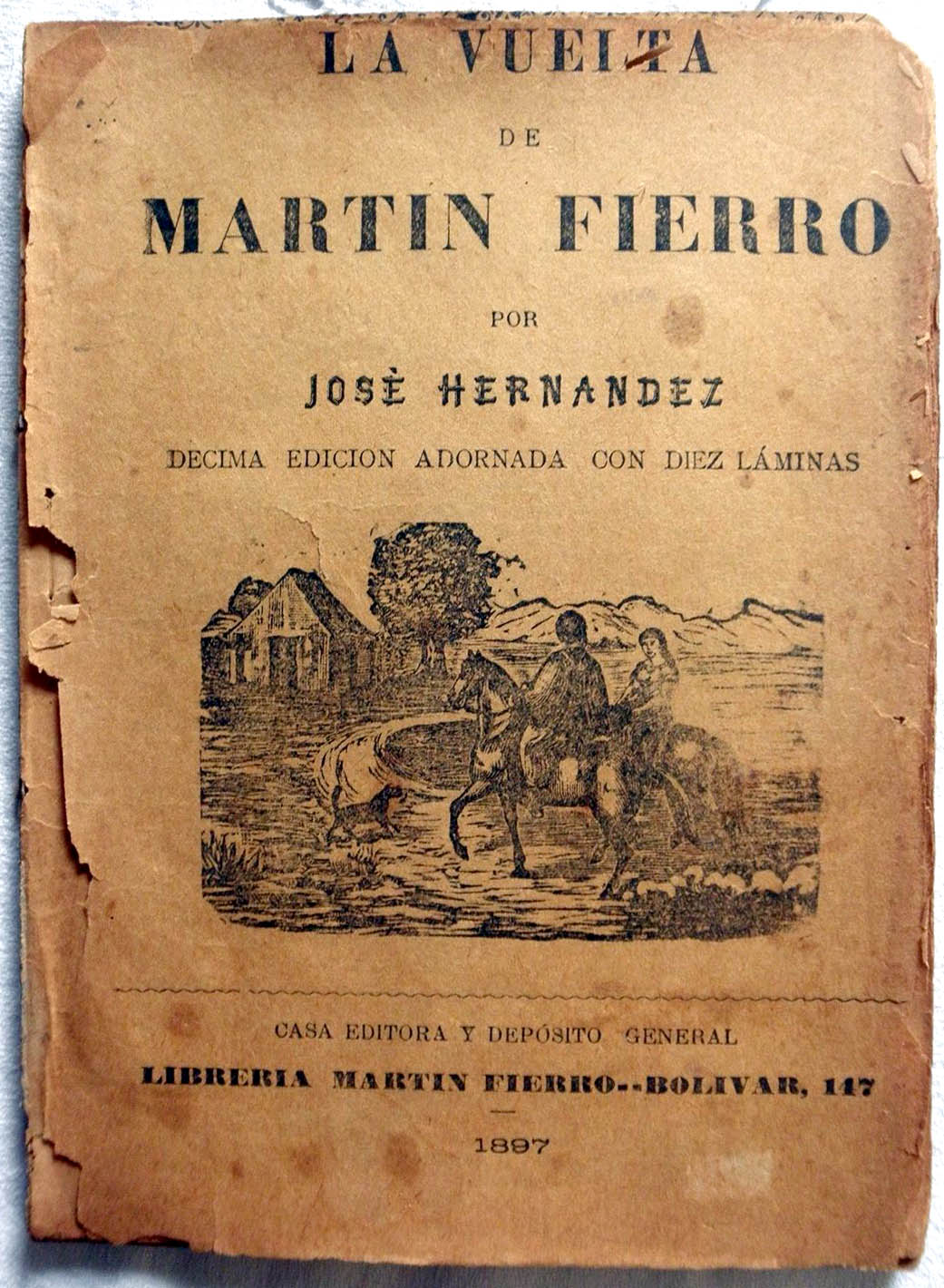
کپی سال ۱۸۹۷ کتاب مارتین فیرو

## از سخنان او
- «هر کس به یاد بیاورد که چه رنجی کشیده‌است، که آنچه هست، ای دوست، من، حساب خود را اینگونه انجام می‌دهم: آنچه گذشته بود اکنون گذشته‌است. فردا روز دیگری خواهد بود.»[۲]
- «برادران متحد باشید

زیرا این قانون اول است.

اتحاد واقعی داشته باشید

در هر زمان،

زیرا اگر بین خود دعوا کنند

بیگانگان آنها را می‌بلعند.»